# Кларкенуэлл
Кларкенуэлл (англ. Clerkenwell /ˈklɑrkənwɛl/) — исторический район в центральном Лондоне, находящийся в границах лондонского боро Ислингтон и лондонского боро Камден. Он является старинным приходом, а с 1900 по 1965 год входил в метрополитенское боро Финсбери.
Название района связано с колодцем, который был вновь открыт при строительных работах в 1924 году. В прежние века район считался центром часовых мастерских. Юго-западная часть Кларкенуэлла когда-то называлась «Маленькая Италия» из-за большого числа итальянцев, обитавших в районе в 1850—1960-х.

## Название
Кларкенуэлл получил своё название от колодца Кларкс-уэлл (англ. Clerk’s Well) на улице Фаррингдон-лейн. На среднеанглийском клерками назывались образованные люди или церковники. Части колодца можно увидеть до сих пор (в 1980-х он был встроен в здание Велл-Корт).

## География
Госвелл-стрит образовывала восточную границу приходов Кларкенуэлл, а река Флит (англ.), ныне в коллекторе под Фаррингдон-роуд и другими улицами, образовывал западную границу с Холборном и, частично, Сент-Панкрасом. Эта западная граница с обеими соседними районами в настоящее время используется как часть западной границы лондонского района Ислингтон с лондонским районом Камден.
Пентонвилл является частью северного Кларкенуэлла, в то время как южную часть иногда называют Фаррингдон, в честь одноимённой железнодорожной станции, которая была названа в честь Фаррингдон-роуд (продолжение Фаррингдон-стрит) и первоначально называлась станцией Фаррингдон-стрит.
Ратуша Финсбери и поместье Финсбери находятся в Кларкенуэлле, а не в Финсбери. Они названы в честь бывшего столичного района Финсбери, в который входили Кларкенуэлл, Финсбери и другие районы.

## Развлечения

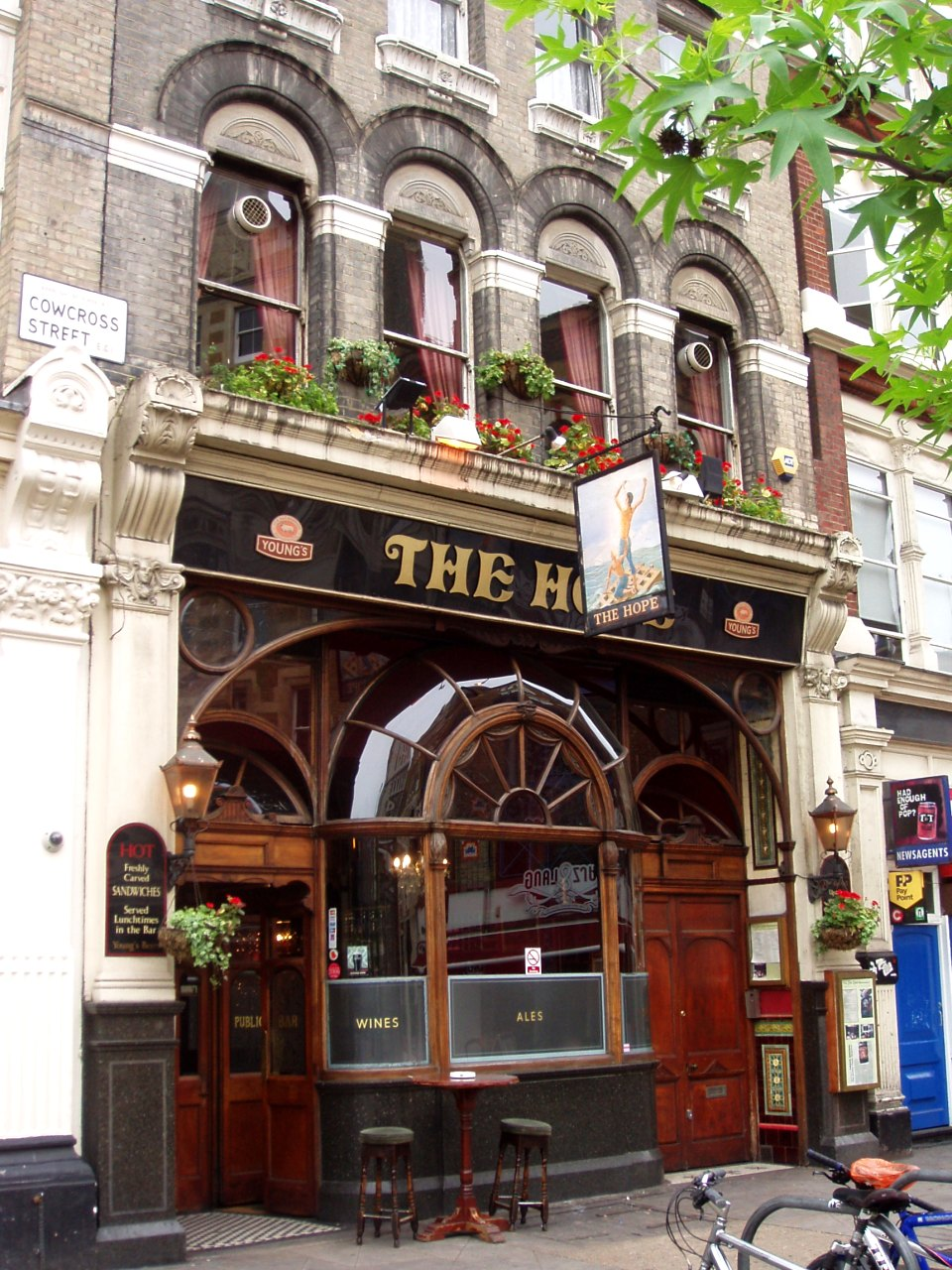
Паб «The Hope»

Пабам, обслуживающим мясных работников Смитфилдского рынка, разрешается открываться в 05:30 утра. Это бывший джиновый дворец пивоварни Николсона в стиле модерн, «Фокс и Якорь», «Надежда» и таверна «Петух» (которая расположена под самим рынком).
Первый лондонский гастропаб «Орел» открылся в Кларкенуэлле в 1991 году. К нему присоединились, среди прочего, «Крестьянин», «Карета и лошади», «Оружейники» и «Грин», которые в рамках общенациональной эволюции традиционного публичного дома с тех пор превратились в гастрономы.
Говорят, что Владимир Ленин и молодой Иосиф Сталин впервые встретились в пабе «Корона и якорь» (ныне известном как таверна «Корона») на Кларкенуэлл-Грин, когда последний посещал Лондон в 1903 году.
Паб «Бетси Тротвуд» (названный в честь персонажа романа «Дэвид Копперфилд» Чарльза Диккенса — двоюродной бабушки заглавного героя) принял это название в 1983 году, ранее он именовался «Оружие мясника».
В Кларкенуэлле находятся одни из лучших ресторанов Лондона, в том числе «Сент-Джон» и отмеченный звездой Мишлен клуб «Гаскон».

## Маленькая Италия
В 1850-х годах юго-западная часть Кларкенуэлла была известна как «Маленькая Италия», потому что в этом районе поселилось около 2000 итальянцев. Община в основном рассеялась к 1960-м годам, но этот район остаётся «родным домом» для итальянской диаспоры и является центром внимания для более поздних итальянских иммигрантов, в основном из-за итальянской церкви Святого Петра. Официально в Лондоне проживает более 200 000 итальянцев, а возможно, и гораздо больше.
Небольшое количество итальянских предприятий сохранилось с XIX века, в том числе производители орга́нов Chiappa Ltd, а также продовольственные магазины, такие как Terroni в Кларкенуэлле и Gazzano’s. Многие другие итальянские фирмы сохранились с того периода, но переехали в другое место.

## Известные уроженцы, жители
- Энни Абрам (1869—1930) — британский историк, исследовательница Средневековья.